# قناة الفجر
قناة الفجر أول قناة فضائية متخصِّصة في تلاوات القرآن الكريم وعلومه وفنونه، بدأت البث الرسمي في 2 رمضان 1425هـ الموافق 16 أكتوبر 2004م، اعتمدت القناة على التنوُّع الثري لمادَّة القرآن الكريم من تلاوات وعلوم وفنون. أدار القناة الشيخ وجدي الغزاوي.

## برامجها
عرضت القناة في باب التلاوات عدة برامج منها: قراءات لمشاهير القرَّاء والأصوات المتميِّزة، إضافة إلى الأصوات الناشئة وأصوات البراعم، فكوَّنت لأوَّل مرَّة مصحفًا مرئيًّا. اعتنت القناة بنشر أحكام القرآن بأسلوب علمي ميسَّر جمع بين تقنية (الجرافيكس) المتميزة وأسلوب العرض الترفيهي، كأمثال القرآن وأسباب النزول والآيات الكونية والعلمية.
ومن أبرز برامج القناة كان برنامج كرتون أحكام القرآن الذي أُعِدَّ بأسلوب الرسوم المتحركة لتقريب الأحكام للصغار قبل الكبار.
وعرضت القناة سلسلة من الأفلام الوثائقية المتميزة، كتاريخ الكتابة على الألواح والمخطوطات، وتاريخ كتابة القرآن، وغير ذلك من البرامج التي تُثري معلومات المشاهد وتقرِّب إليه المعلومة والحُكم الشرعي.

## إغلاقها واعتقال مديرها
أغلقت القناة بسبب الإفلاس المالي، وتعرَّضت لضغوط بسبب عرضها بعض البرامج التي أثارت ضغينة السلطات السعودية.
في 12 أغسطس 2012 قُبِضَ على مدير القناة وجدي الغزاوي وأُودِعَ السجن. وفي 13 يناير 2014 بدأت أولى جلَسات محاكمته في المحكمة الجزائية المتخصِّصة في الرياض بتهمة إثارة الفتنة بين أفراد المجتمع، والنيل من هيبة الدولة ومؤسساتها العدلية. أنكر الغزاوي التهم وذكر أن الهدف كان تثقيف الشعب بحقوقه. وكان الغزاوي قد قدَّم في عام 2011 برنامجًا من 7 حلَقات في قناة الفجر عناوينها: «الإرهاب الفكري»، و«المؤسسة الدينية» و«الفساد الإداري»، و«العبودية والذل»، و«نتائج الاستبانة»، و«السعودية والإرهاب.. أصناف الشعب»، و«الوطن المختطَف». حُكم عليه بالسَّجن 12 عامًا، ومُنِعَ من السفر خارج المملكة مدة عشرين عامًا أخرى.

## وصلات خارجية
- الموقع الرسمي للقناة - من أرشيف